# Uli Hiemer
Ulrich „Uli“ Hiemer (* 21. September 1962 in Füssen) ist ein ehemaliger deutscher Eishockeyspieler (Verteidiger), der in seiner aktiven Zeit von 1979 bis 1996 unter anderem für die New Jersey Devils in der National Hockey League sowie den EV Füssen, Kölner EC und die Düsseldorfer EG in der Eishockey-Bundesliga bzw. der Deutschen Eishockey Liga gespielt hat. Er ist Mitglied der Hockey Hall of Fame Deutschlands. 

## Karriere
Mit 17 Jahren schaffte Hiemer beim EV Füssen den Durchbruch in der Bundesliga und spielte in der Spielzeit 1980/81 bereits seine zweite starke Saison. Zum Jahreswechsel nahm er an der Junioren-Weltmeisterschaft 1981 im Allgäu teil und nach Saisonende berief ihn Bundestrainer Hans Rampf für die Weltmeisterschaft im selben Jahr im schwedischen Göteborg ins deutsche Aufgebot. Da die finanziellen Möglichkeiten im Allgäu eingeschränkt waren, wechselte er gemeinsam mit seinem Bruder Jörg im Sommer 1981 zum Kölner EC. In diesem Jahr sicherten sich die Colorado Rockies beim NHL Entry Draft 1981 in der dritten Runde die Rechte an Hiemer und zogen ihn an 48. Position.
Drei Spielzeiten war er bei den Haien. Das Team um Gerd Truntschka war in diesen Jahren immer in der Spitzengruppe der Bundesliga. In der Saison 1983/84 standen mit ihm, Udo Kiessling und Uwe Krupp die bedeutendsten deutschen Eishockey-Verteidiger dieser Zeit im Kader. Er war fester Bestandteil der Nationalmannschaft und spielte neben den Weltmeisterschaften 1982 und 1983 auch bei den Olympischen Winterspielen 1984 in Sarajevo und konnte dort zwei Treffer erzielen. Mit dem Meistertitel 1984 verabschiedete er sich aus Köln nach Nordamerika. 
Die Colorado Rockies waren inzwischen umgezogen und spielten nun als New Jersey Devils. Hiemer schaffte es auf Anhieb in den Kader und debütierte zum Saisonstart am 12. Oktober 1984 gegen die New York Islanders. Eine Woche später kam er gegen die Toronto Maple Leafs zu seinem ersten Assist. Am 31. Oktober erzielte er gegen die Pittsburgh Penguins seine ersten drei NHL-Tore, konnte aber nicht die 6:7-Niederlage verhindern. Hiemer war der erste in Deutschland ausgebildete Spieler, der in der NHL Fuß fassen konnte. Nach einer Verletzung in der Saison 1985/86 wurde er zeitweise bei den Maine Mariners in der American Hockey League (AHL) eingesetzt. Drei Jahre spielte er bei den Devils im Team mit Kirk Muller und Pat Verbeek. Das Team war in diesen Jahren nicht stark genug, um sich für die Playoffs zu qualifizieren. So konnte er auch an der Weltmeisterschaft 1985 teilnehmen. In der Saison 1986/87 war auch Karl Friesen mit ihm bei den Devils. Am 16. Januar 1987 spielte er gegen die Winnipeg Jets letztmals in der NHL. Danach wurde er zu wieder zu den Maine Mariners geschickt.
Zur Saison 1987/88 wechselte er zurück in die Bundesliga zur Düsseldorfer EG. Der Kölner EC sah die Transferrechte für Hiemer noch bei sich und klagte auf Entschädigung. Nach einer außergerichtlichen Einigung ging er für die DEG aufs Eis. Zur Saison 1989/90 wurde noch einmal stark in den Kader investiert und unter anderem Gerd Truntschka und Dieter Hegen aus Köln geholt. Die Investition zahlte sich aus und die DEG holte von 1990 bis 1993 vier Meistertitel in Serie. Auch in der Nationalmannschaft führte an ihm kein Weg vorbei, sowohl bei den Weltmeisterschaften 1989, 1990, 1992 und 1993 als auch bei den Olympischen Winterspielen 1992 in Albertville und zwei Jahre später 1994 in Lillehammer zählte er zu den Stützen der Mannschaft.
Auch nach der Einführung der Deutschen Eishockey Liga (DEL) zur Saison 1994/95 blieb er in Düsseldorf. Nach der Weltmeisterschaft 1995 in Stockholm spielte er seine letzte DEL-Saison und beendete seine Spielerkarriere im Sommer 1996 nach dem erneuten Gewinn der Deutschen Meisterschaft.

## Sonstiges
Heute betreibt Hiemer sechs McDonald’s-Filialen in Bayern (Greding, Eichstätt und Neuburg an der Donau, Dinkelsbühl, Nördlingen und Donauwörth). Die Filialen in Werdohl und Lüdenscheid hat er mittlerweile wieder aufgegeben. Als Freund der Rockband Die Toten Hosen war Uli Hiemer im Jahr 1996 Gastsänger bei der Aufnahme zum Lied Zehn kleine Jägermeister vom Album Opium fürs Volk.